# Bratte
Bratte település Franciaországban, Meurthe-et-Moselle megyében. Lakosainak száma 47 fő (2022. január 1.). Bratte Faulx, Moivrons, Montenoy, Sivry és Villers-lès-Moivrons községekkel határos.

## Népesség
A település népességének változása:
| Lakosok száma | 17   | 30   | 42   | 29   | 42   | 44   | 44   | 46   | 46   | 47   |
|               | 1968 | 1982 | 1990 | 2006 | 2013 | 2015 | 2017 | 2019 | 2020 | 2022 |